# Lohmühle (Unterbruch)
Die Lohmühle (Unterbruch) war eine Wassermühle mit zwei unterschlächtigen Wasserrädern an der Wurm in der Stadt Heinsberg im nordrhein-westfälischen Kreis Heinsberg im Regierungsbezirk Köln.

## Geographie
Die Lohmühle (Unterbruch) hatte ihren Standort an der Wurm, in Haag 69 im Heinsberger Stadtteil Unterbruch. Das Grundstück, auf dem das Mühlengebäude steht, hat eine Höhe von ca. 34 m über NN. Oberhalb stand die Unterbrucher Mühle.

## Gewässer
Die Wurm versorgte auf einer Flusslänge von 53 km zahlreiche Mühlen mit Wasser. Die Quelle der Wurm liegt südlich von Aachen bei 265 m über NN, die Mündung in die Rur ist bei der Ortschaft Kempen in der Stadt Heinsberg bei 32 m über NN. 

## Geschichte
Mit der Franzosenzeit um 1800 zog in den heimatlichen Gefilden auch eine gewisse Gewerbefreiheit ein. Dieses hatte für das Mühlenwesen die Folge, dass mehrere Mühlen um diese Zeit neu errichtet wurden. So entstanden vier aufeinanderfolgende Wurm-Mühlen auf einer Strecke von weniger als 10 km. Das waren die Porselener Mühle, Öl- und Papiermühle Oberbruch, Unterbrucher Mühle und die Lohmühle.
Die Lohmühle (Unterbruch) stand am linken Wurmufer und war eine Korn-, Öl-, Loh- und Vollmühle. In einem Erbteilungsvertrag legten die vier Kinder des verstorbenen Müllerehepaars fest, dass die beiden Söhne die bestehende Mühle bekommen sollen, die beiden Töchter das Grundstück auf der anderen Seite der Wurm bekommen, um darauf eine Getreide- und Ölmühle zu bauen. Einvernehmlich wurden Nutzung und Unterhalt des Stauwehrs  geregelt. Die Mühle links der Wurm konzentrierte sich auf die Lohmüllerei, ergänzt um ein Sägewerk und arbeitete bis 1930. Die rechte Mühle arbeitete als Öl- und Kornmühle und konnte bis 1960 betrieben werden. Die linke Mühle wurde zu einem stattlichen Wohnhaus umgebaut. Die rechte Mühle wurde niedergelegt. Hier entstand ein neues Wohnhauses.

## Galerie

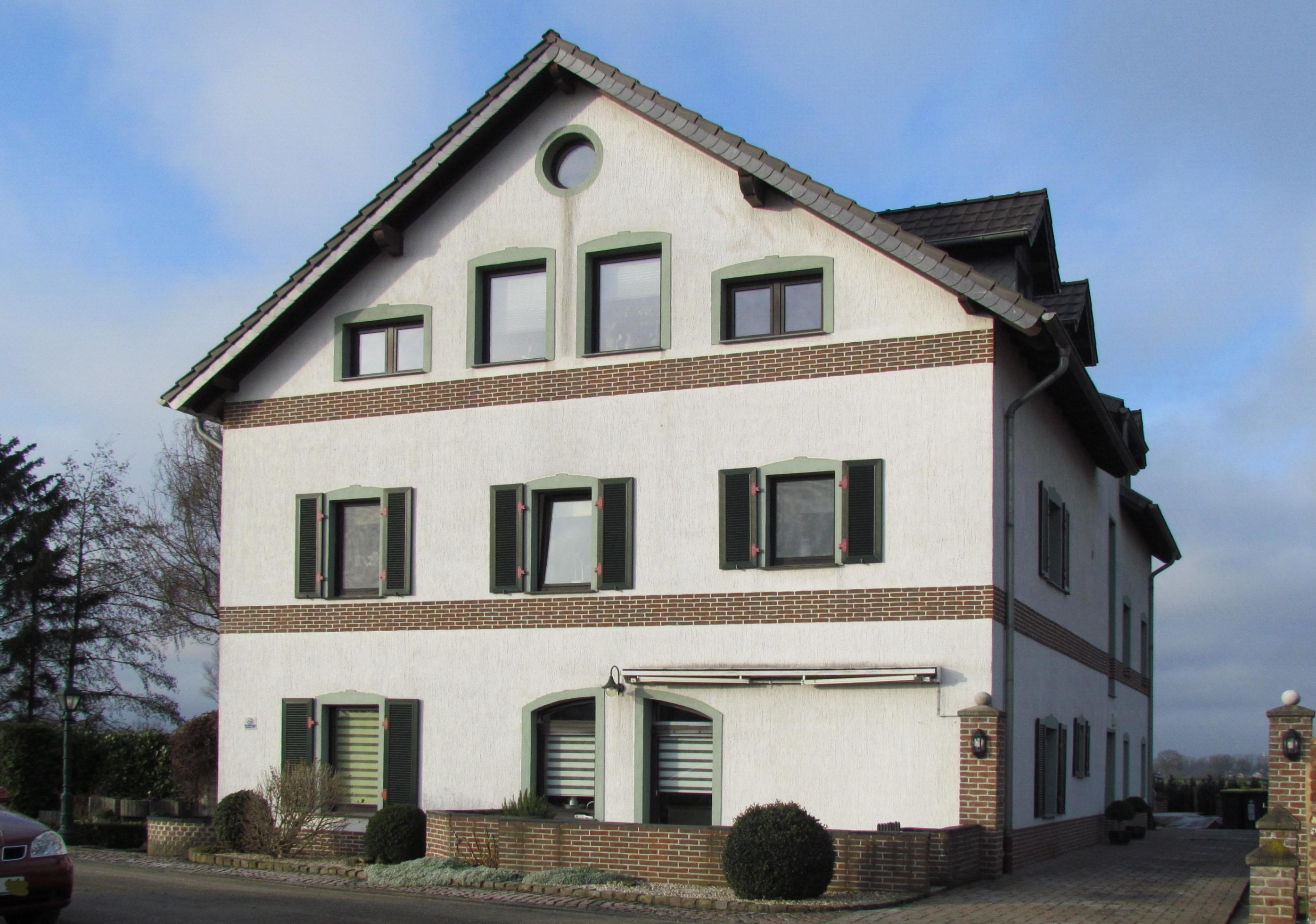
Die Lohmühle in Unterbruch
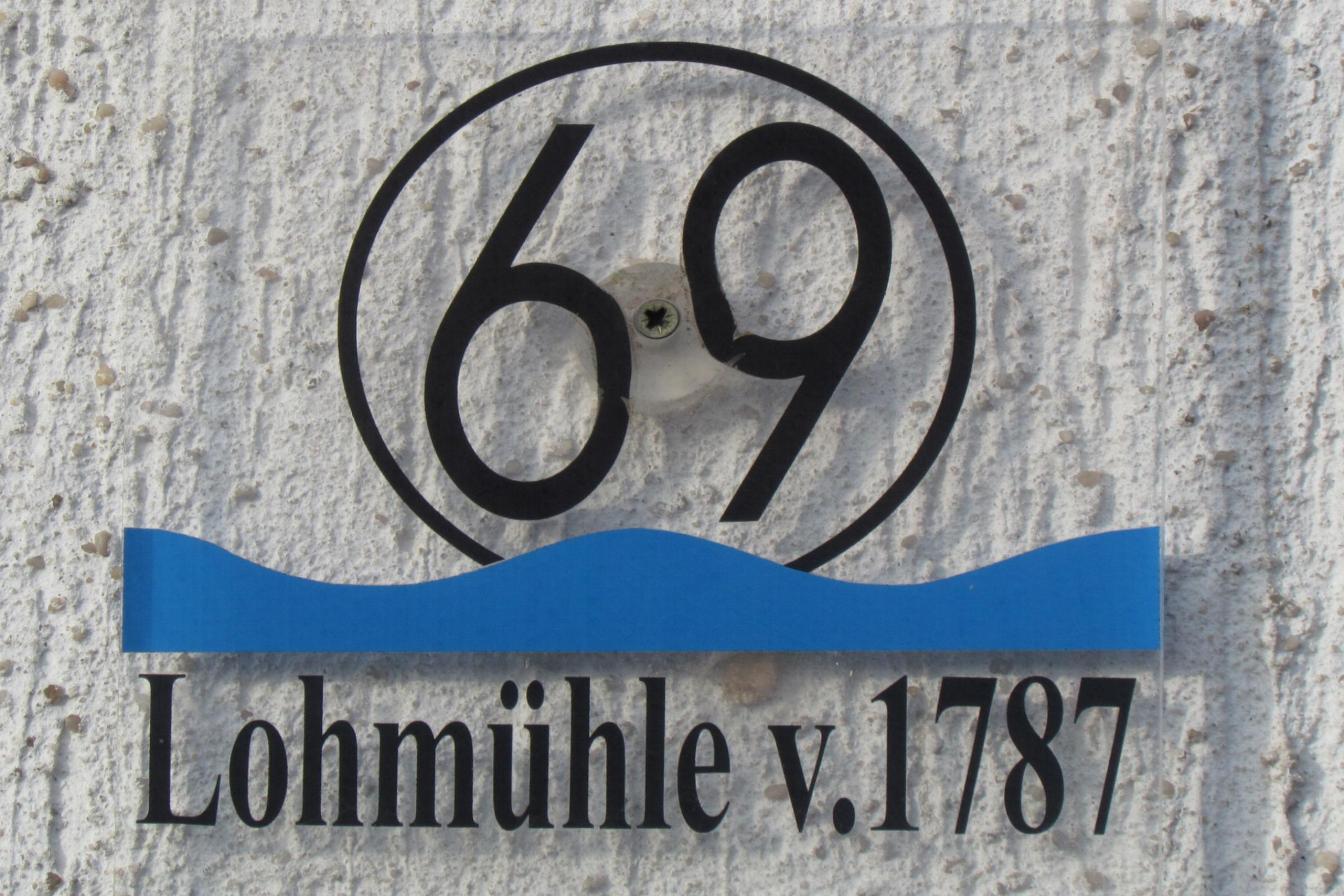
Namenschild an der Lohmühle
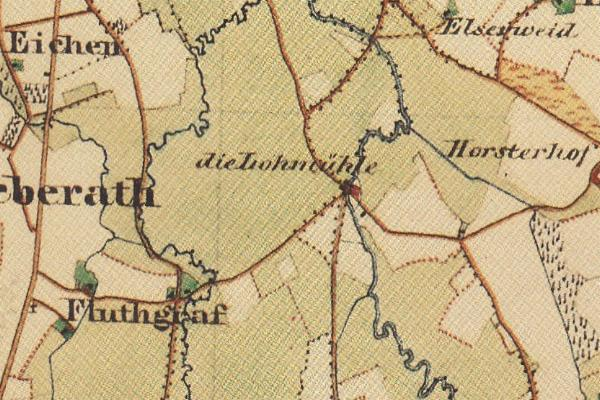
Lohmühle in Unterbruch auf der Uraufnahme von 1846
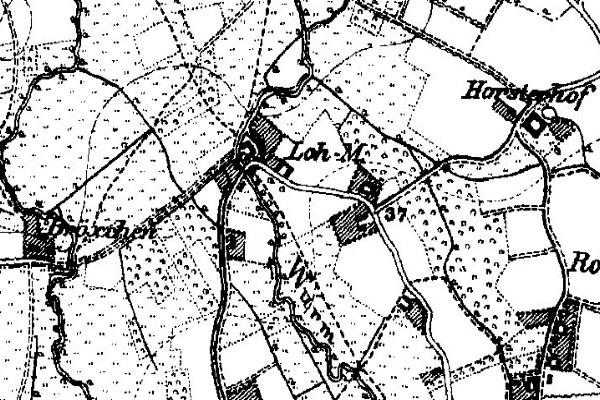
Lohmühle in Unterbruch auf der Neuaufnahme von 1892
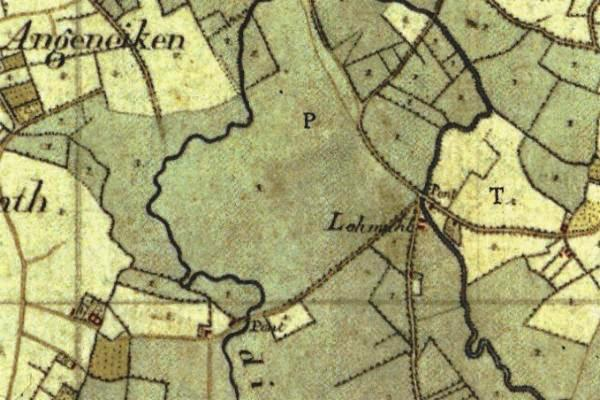
Lohmühle in Unterbruch auf der Tranchotkarte 1805/1807

→ Siehe auch Liste der Mühlen an der Wurm